# سوچی

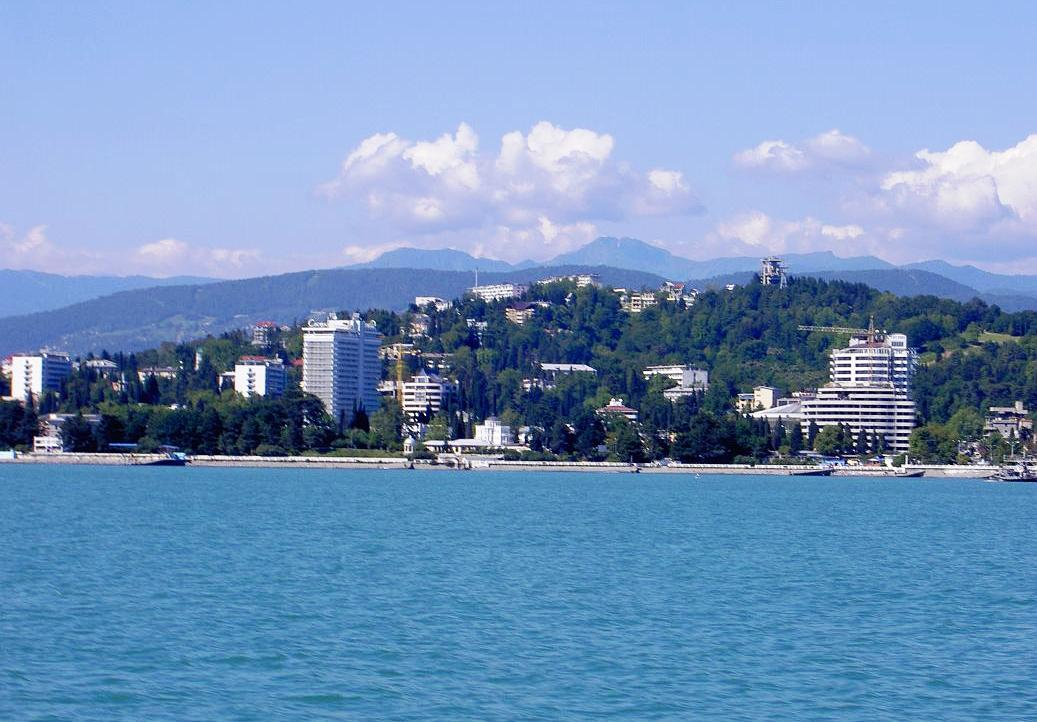
چشم‌انداز سوچی از کرانه دریای سیاه

سوچی (به روسی: Сочи) یک شهر گردشگری در روسیه می‌باشد که در سرزمین کراسنودار، واقع در مرز غربی این کشور، بر کرانه‌های دریای سیاه و در دامنهٔ بلندی‌های پوشیده از برف رشته‌کوه قفقاز جای دارد. سوچی بزرگ، با درازای ۱۴۵ کیلومتر، طویل‌ترین شهر اروپا است.
همچنان سوچی اغلب 'پایتخت تابستانی' غیررسمی روسیه یا مروارید دریای سیاه نامیده می‌شود. این شهر بزرگ‌ترین و شلوغ‌ترین تفرجگاه دریایی تابستانی کشور است که سالانه بیش از ۴ میلیون بازدیدکننده را با خط ساحلی کوهستانی شگفت‌انگیز، سواحل بی‌پایان زنجیره‌ای، روزهای آفتابی گرم و شب‌زنده‌داری شلوغ به خود جذب می‌کند.

## جمعیت‌شناسی
از جمعیت سوچی ۷۰ درصد روس تبار و ۲۰ درصد ارمنی هستند.
مطابق با نتایج سرشماری سال ۲۰۱۰ میلادی جمعیت شهر سوچی و حومهٔ آن مجموعاً ۴۲۰٬۵۸۹ نفر برآورد شده‌است که از این تعداد ۳۴۷٬۹۳۲ نفر در داخل منطقه شهری سوچی زندگی می‌کنند. جمعیت سوچی بر پایه نتایج سرشماری سال ۲۰۰۲ برابر با ۳۲۸٬۸۰۹ نفر بوده‌است که در مقایسه با آمار سال ۱۹۸۹ (۳۳۶٬۵۱۴ نفر) با کاهش روبرو بوده‌است. جمعیت این شهر در سال ۲۰۰۶ در حدود ۳۹۵٬۰۱۲ نفر برآورد شده بود. اما پیشرفت‌های بعدی باعث افزایش سریع جمعیت در این سامان شده‌است. سوچی به‌عنوان میزبان بازی‌های المپیک زمستانی ۲۰۱۴ برگزیده شده‌است.

## نگارخانه

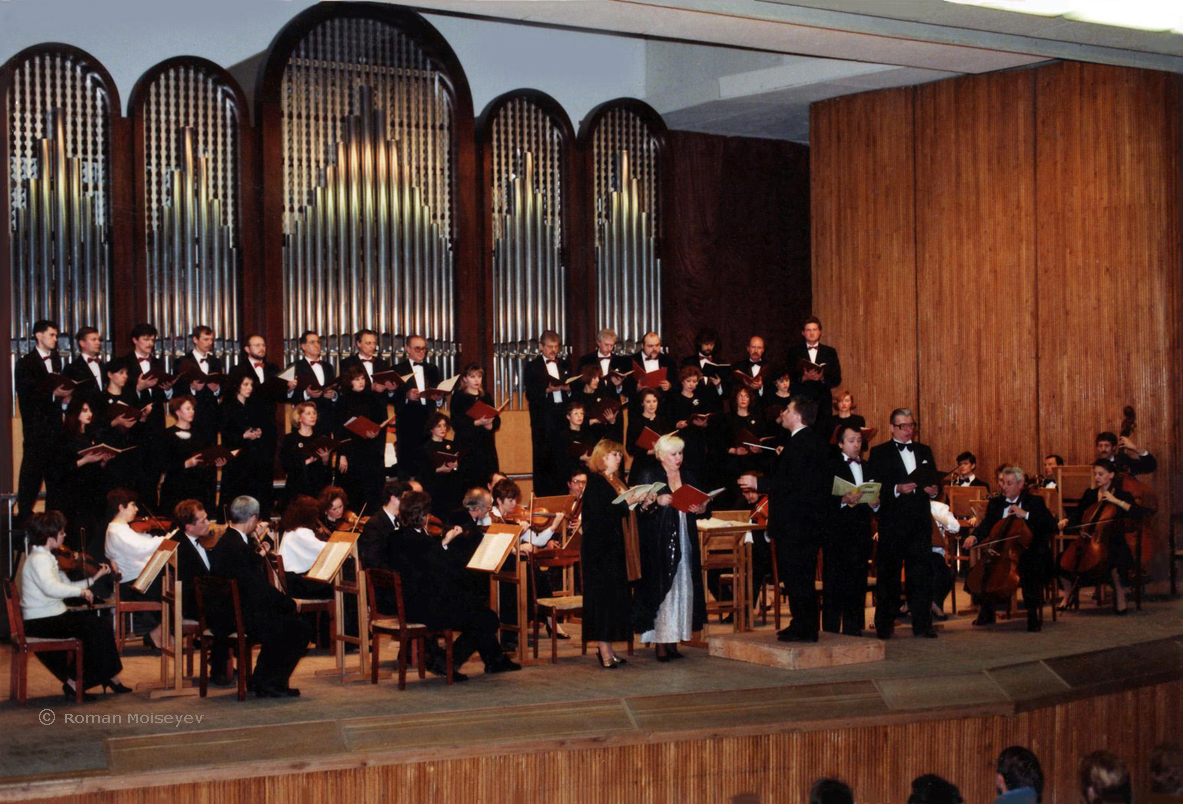
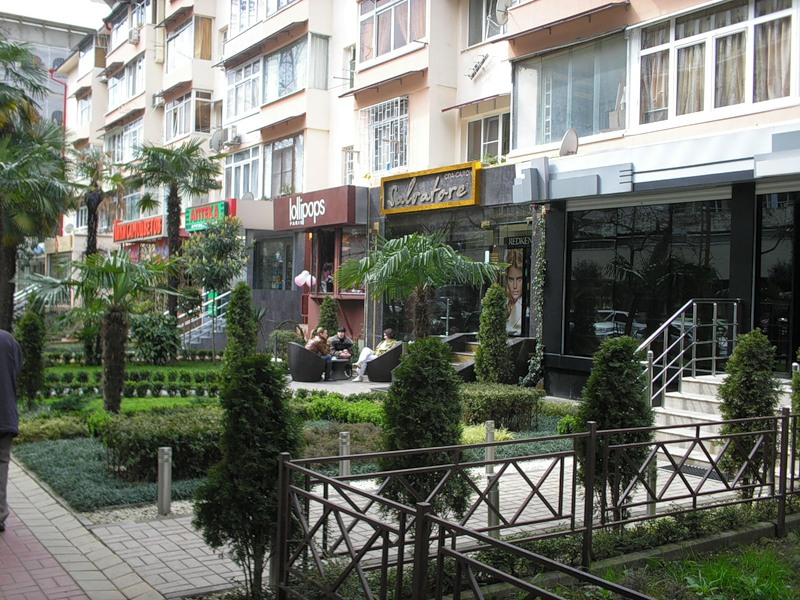
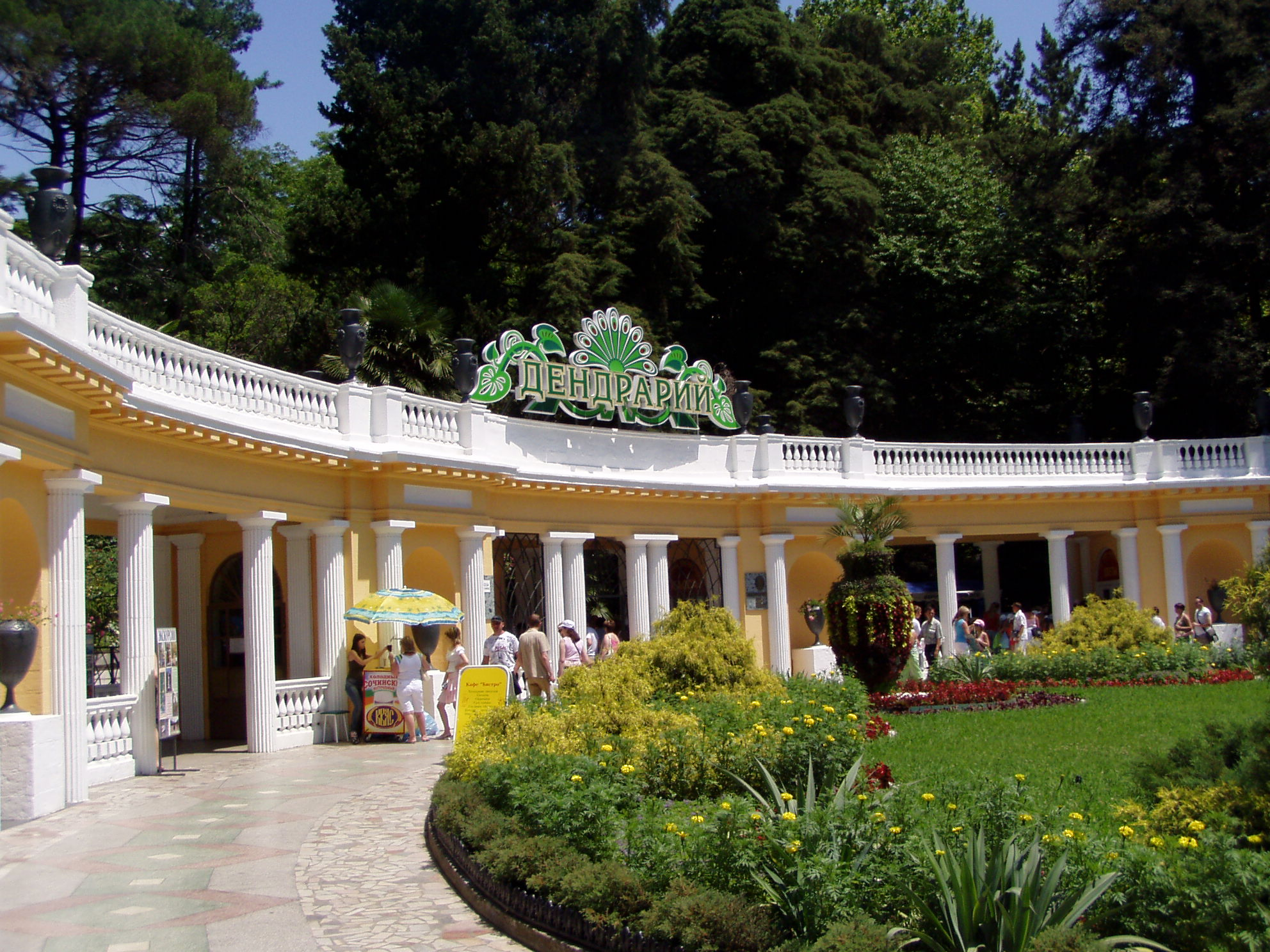
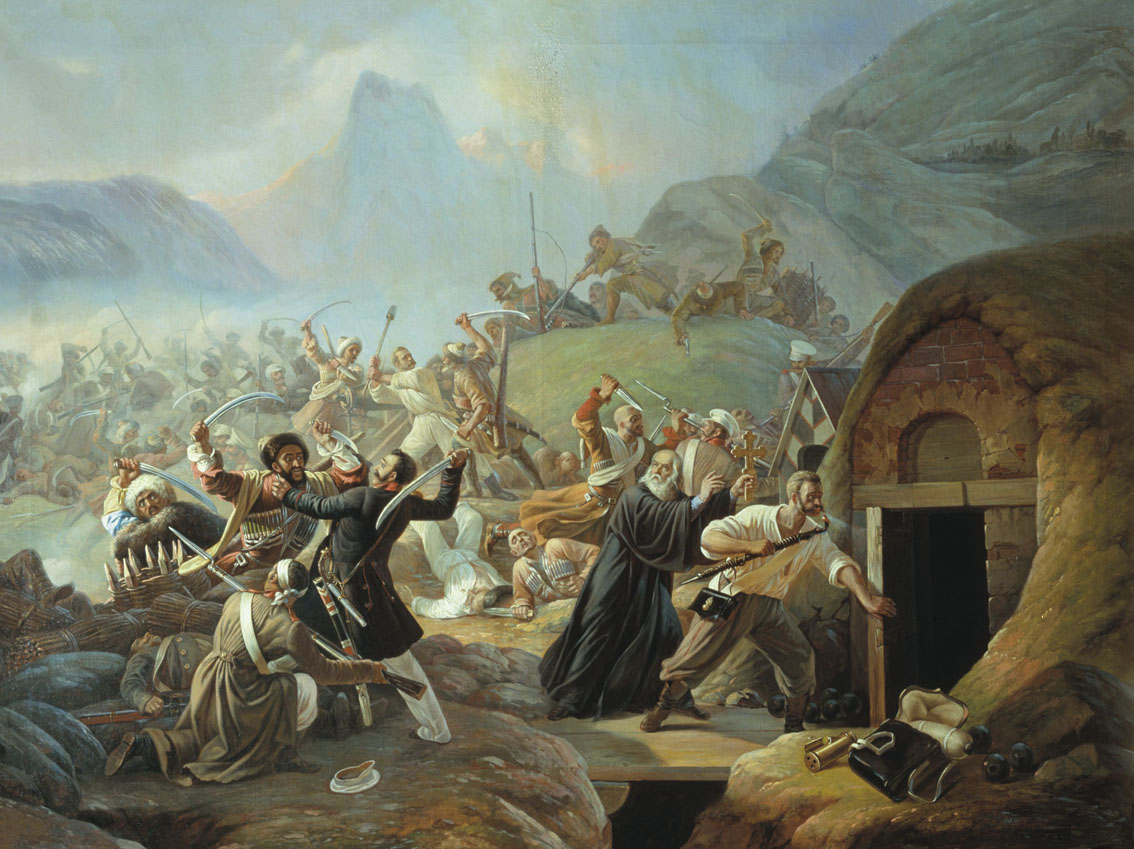
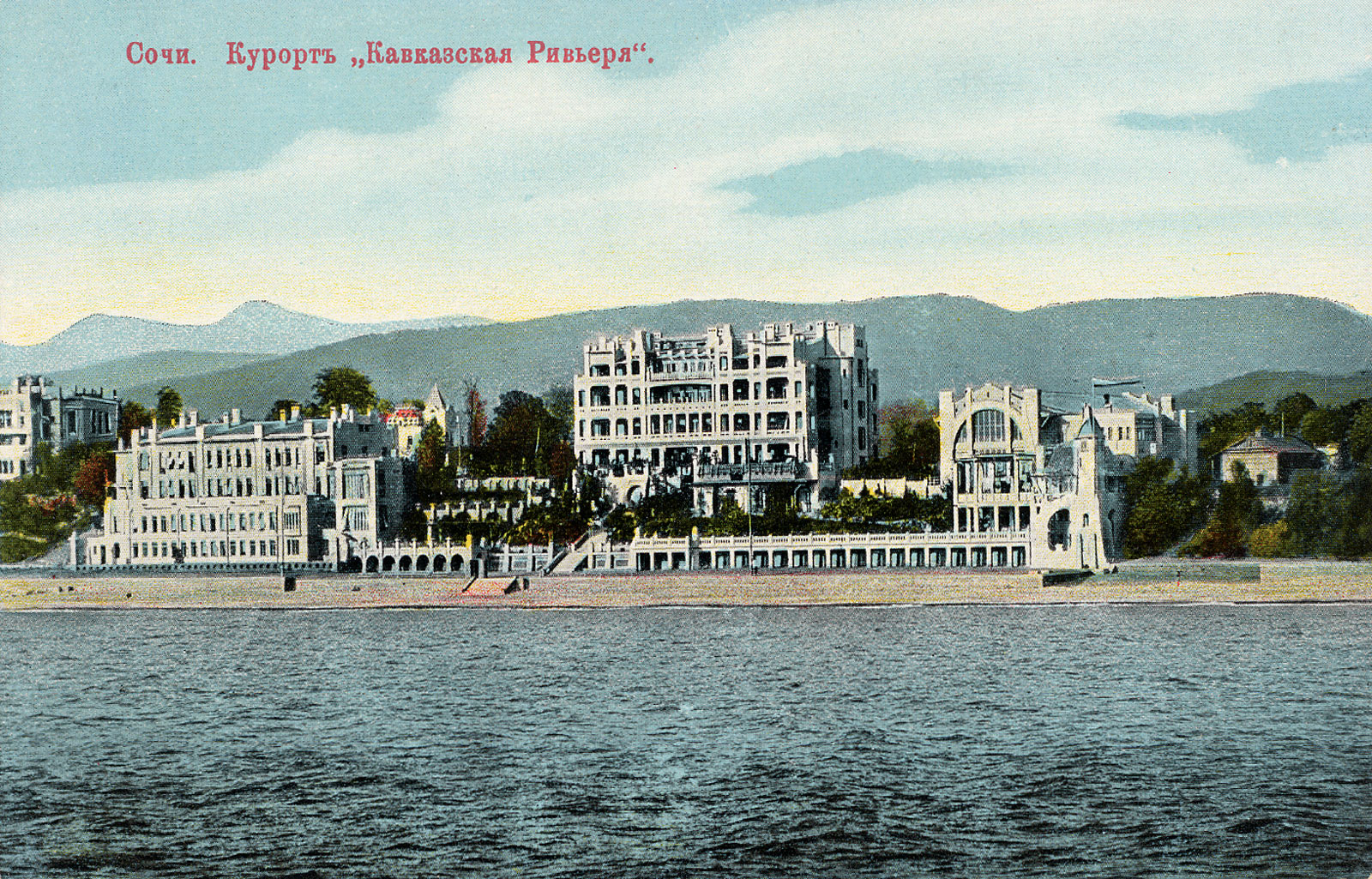